# Smedjan Järna
Smedjan Järna AB är ett hundraårigt familjeföretag som grundades år 1891 av Frans Zettermark och ägs idag i fjärde generationen av bröderna Lars Frisch Karlsson och Arne Karlsson. De arbetar främst med metall.

## Historia
Grunden till dagens företag Smedjan, den första smidesverksamheten, lades år 1891 av de nuvarande ägarnas fars morfar. Hela historien är indelad efter personer.  

### Petter Hedström - den första smeden vid "Ingenting"
Petter Hedström jobbade som sporrmakare. Från början jobbade han enbart som gårdssmed vid Neder-Kumla i Ytterjärna. Tillsammans med Brita Larsdotter bodde Petter vid Ramsta, innan de senare flyttade till Överjärna socken. Han kom att bli den första smeden som var verksam vid dagens Smedjan.
När Petter hade arbetat som gårdssmed ett antal år beslutade han sig för att bygga sig en egen smedja. Han byggde det första huset på platsen där Smedjan Järna AB har sin verksamhet idag. Detta tog så lång tid att stället fick namnet “Ingenting”, då bönderna i trakten inte trodde att det skulle “bli nå’t me’t”, som man då sa. Men det blev det sannerligen och i huset som Petter byggde, som fortfarande står kvar, fanns både smedjan och bostaden. 
Då Petter dog, 1891, tog Frans Zettermark över verksamheten som fortfarande bar namnet “Ingenting”.

### Franz Zettermark - den andra smeden som tog vid där Petter slutade
Vid tjugo års ålder flyttade Frans till Ytterjärna där han vid samma smedja, som Petter hade varit verksam trettio år tidigare, började att arbeta. Med sin fru ”Mina” fick han sonen Ture. De flyttade till Säby Hage efter ett par år där även Frans byggde en liten smedja, eftersom han behövde någonstans där han kunde utföra de många arbeten han skaffade sig genom att vara kringresande gårdssmed. Överallt hade han med sig sitt städ och sina verktyg för att vanligen kunna utföra sina arbeten direkt på plats hos gårdarna han besökte.
Efter Frans och Minas skilsmässa valde sonen Ture, som var sexton år, att bo kvar med sin far. Det var samma år som Petter Hedström dog och då blev stället “Ingenting” ledigt, dit Frans och hans son flyttade. Detta med hjälp av Frans besparingar från tiden som kringresande, vilka han använde för att köpa huset av greve Löwen på Kallfors gård. De kom överens om att Frans skulle få en bit av marken gratis om han skötte familjen Löwens grav på Överjärna kyrkogård, ett löfte som han höll. När Frans var 48 år gifte han om sig med Sofia Wilhelmina Andersson och tillsammans med henne fick han tre barn: Ingeborg, Breda och Johan.
Frans gjorde om huset “Ingenting” så att det blev ett fullständigt bostadshus och han byggde även en ensamstående smedja i backen ovanför. I samband med den utökade verksamheten anställdes mellan fem och tio smedslärlingar och hjälpsmeder fick både arbete och utbildning hos Frans. Dessa bodde i gesällkammaren, som idag är omgjord till kontor. Även om dagarna i smedjan var långa, såg man till att jaga, fiska och idrotta på den lilla fritid som fanns. Medan Frans arbetade kokade Sofia kaffe, lagade mat och skötte hushållet och de tre barnen.
De arbeten som utfördes var, förutom smide och reparationer av jordbrukets redskap, en hel del tillverkning av bruksföremål till andra branscher. Tillverkning av hästskor och skoning av hästar var också en del av arbeten som utfördes.
Vid en ålder av 74 år dog Frans Zettermark. Sofia bodde kvar med dottern Ingeborg som tillsammans med sin man Oskar Karlsson, en av smedslärlingarna, tog över ”Ingenting”.

### Oskar Karlsson - den tredje smeden att ta över “Ingenting”
Oskar arbetade från början hos en familj i Salems socken, men flyttade sedan till Ytterjärna då familjen han arbetade hos gjorde det. Ganska snart kom Oskar i kontakt med Frans Zettermark vid “Ingenting” och han började arbeta som lärling där. Han hade tidigare varit lärling på andra platser, så som snickeri, och ville utöka sina kunskaper. När han arbetat vid smedjan ett tag gav han sig iväg till Södertälje för att arbeta och utbilda sig vid en smedja och mekanisk verkstad vid Kaplansgatan.
Oskar var känd som en skicklig hantverkare och kunde både snickra och smida. Han tog över verksamheten på Smedjan då Frans blev äldre. Han bildade företaget “Oskar Karlsson Hovslageri och Smidesverkstad”. Även hans fru Ingeborg, precis som Sofia, lagade mat och gjorde kaffe till besökarna, som kom för sina ärenden eller bara för att få höra något nytt från bygden.
Oskar och Ingeborg fick sju barn tillsammans, tre döttrar och fyra söner, och vid den tiden blev stugan “Ingenting” för trång för dem. De flyttade därför till ett hus som de låtit bygga en bit ovanför Smedjan och hyrde istället ut sitt gamla hem. De fyra sönerna arbetade i Smedjan. Två av dem, Ivar och Bengt, bildade företaget “Järna Smidesverkstad” och en annan, Ingvar, började med byggnadssmide i företaget “Ingvar Karlsson Smidesverkstad”, där han fick hjälp av den yngste sonen Ingemar. Här vid Smedjan, under Oskars tid, förändrades mycket. Det kom fortfarande många från lantbruket, men nu började industrin och flera statliga verk, så som Vägverket och Vattenfallsstyrelsen, att anlita Smedjans tjänster.

### Bengt och Ivar Karlsson - de två sönerna som fortsatte i sin fars fotspår
Ivar och Bengt tog över Smedjan när deras far dog år 1974. Som ungdomar arbetade de i Smedjan åt sin far Oskar. I början av 50-talet bildade de båda bröderna företaget Järna Smidesverkstad AB. Under deras tid förändrades mycket, bl.a. lantbruket. Istället för hästar kom allt större och starkare traktorer och det tillverkades vagnar och andra redskap till dessa.
Bengt utvecklade den populära “Järna-kärran” med slogan "Bönder! Sälj märra, köp traktor och Järnakärra!". Förutom kärrorna och redskap till traktorer tillverkades timmerspel, timmersaxar och med ett ökat bostadsbyggande och billig olja tillverkades även många trappräcken, balkongräcken och oljetankar. Grävskopor och snöplogar reparerades. En av de större kunderna var SJ (Statens Järnvägar) och till dem smeds bl.a. korpar och spett. Ivar dog i en ålder av 82, år 1999, och Bengt år 2002 i en ålder av 81 år.

## Grundarna
Smedjan i Järna startades från början av Petter Hedström. Han föddes 1806 i Odensvi i Kalmar län 1806 och flyttade när han var 33 år till Neder-Kumla länsmansboställe år 1839. Där träffade han sin livspartner Brita Larsdotter och de flyttade något eller några år senare till Ramsta. Brita hade enligt kyrkoboken troligen något slags handikapp, de var troligen inte heller vigda då det står ”gifta?” i kyrkoboken. De flyttade tillsammans år 1843 till Hjulåkersstugan i Över-Järna. Hedström arbetade ihop pengar till att kunna bygga en smedja. Hedström och Brita Larsdotter flyttade till gården 1852 och bodde i en stuga upplagd på så sätt att det var bostad på övervåningen och smedja på undervåningen. Hedström började sedan arbeta som sporrmakare, lite finare än bara smed. Gatan nedanför Smedjan bär idag sitt gatunamn efter Petters yrke, “Sporrmakarvägen“. Brita Larsson dog 1881 och Petter Hedström 30 juni 10 år senare.
Efter att gården blivit tom då Hedström avlidit tog Frank Johan Zettermark över i slutet av år 1891. Zettermark föddes i november 1848 i Stockholm. Han utbildade sig till smed och kom till Neder-Kumla 1868. Han träffade sedan några år senare tre år yngre Kristina Wilhelmina Andersotter, kallad ”Mina”. De gifte sig i december 1874. Paret fick sedan en son den 3 december 1875 vid namn Ture Ferdinand. Familjen Zettermark flyttade år 1882 till Säby Hage och Zettermark arbetade som gårdssmed. År 1891, sjutton år efter giftermålet, skildes Mina och Frans, Frans var då 43 år. Mina bodde därefter i en liten stuga vid namn “FransMinas stuga”, som Frans byggt åt henne, innan hon gifte om sig med en annan smed vid namn Karl Oskar Nilsson. Zettermark tog då med sig sonen och flyttade till gården ”Ingenting” som han precis köpt. 
Det tog ett par år innan han fick igång smedjan igen, med eftersom han var duktig på att dra in kunder började smedjan gå bättre och bättre. Han gifte sedan om sig med den 27 år yngre Sofia Wilhelmina Andersson år 1896. De fick tre barn, Ingeborg, Beda och Johan, kallad John. I juni 1922 dog Frans Zettermark och huvudansvarig för gården blev lärlingen Karl Oskar Karlsson, som gifte sig med Zettermarks dotter Ingeborg år 1918. Hans gesällkamrat från tiden då Frans Zettermark ägde Smedjan, Gunnar Adolfsson, och Oskar arbetade tillsammans och de luffade runt tillsammans. De båda var intresserade av henne innan Oskar och Ingeborg gifte sig.
Oskar var född 27 oktober 1885 i Botkyrka. Smedjan gick bra och då han var utbildad till både snickare, smed och hovslagare kunde han ta på sig fler och mer avancerade uppgifter. Han hade även väldigt bra hand om hästar och det var många som ville få sina hästar skodda av honom. Han och Ingeborg fick sju barn. Två av dessa barn var Bengt, född 1920 och Ivar Karlsson, född 1917. År 1958, i en ålder av dryga 60 år, avled Ingeborg. De sista 16 åren levde alltså Oskar som änkling. Den sista häst som han skodde var år 1970, då han var 85 år. Även efter att han pensionerats var Oskar i Smedjan för att hjälpa till i arbetet och ägna sig åt konstsmide. 1974 dog Oskar 89 år gammal. Gunnar Adolfsson och Oskar Karlsson finns avbildade på Smedjans emblem som ritades 1981 av frimärksgravören Lars Sjööblom.
Det var Bengt och Ivar som tog över smedjan efter sin far och bildade företaget Järna Smidesverkstad AB. Under Ivars sista år i livet var han inte lika insatt och verksam i Smedjan som tidigare utan ägnade hellre sin tid åt sina andra intressen, som mestadels bestod av jakt och natur. 1999, när Ivar var 82 år gammal, dog han. Bengt däremot, arbetade ända fram till slutet av sitt liv i Smedjan (bl.a. med att smida konstföremål), men år 2002 dog även han, i en ålder av 81 år. Bengts söner Arne och Karl Karlsson tog över smedjan 1981 och driver den än i dag.

## Tjänster
Smedjan i Järna erbjuder många olika tjänster. Dessa är: byggsmide och konstsmide, säkerhet, slakt och vilthantering, service och reparation, småskalig industriproduktion och modern smidesdesign.